# São Salvador (Odemira)
 São Salvador  ist eine ehemalige Stadtgemeinde (Freguesia) der portugiesischen Kleinstadt Odemira. Sie hatte eine Fläche von 61,7 km² und 1814 Einwohnern (Stand 30. Juni 2011). Dies entspricht einer Bevölkerungsdichte von 29,4 Einw./km².
Im Zuge der administrativen Neuordnung in Portugal wurde sie am 29. September 2013 aufgelöst und mit Santa Maria zur neuen Gemeinde São Salvador e Santa Maria zusammengeschlossen. Sie stellt die Stadtgemeinde der historischen Ortsmitte dar.